# Campeonato Brasileiro de Futebol de 2017 - Série A
A Série A do Campeonato Brasileiro de Futebol de 2017 foi a 62.ª edição da principal divisão do futebol brasileiro. A disputa teve o mesmo regulamento dos anos anteriores, quando foi implementado o sistema de pontos corridos. Não houve pausa durante a Copa das Confederações de 2017 que foi realizada entre 17 de junho e 2 de julho na Rússia.
A três rodadas do fim da competição, o Corinthians sagrou-se campeão após derrotar o Fluminense por 3–1 na Arena Corinthians. Foi o sétimo título da equipe paulista, que se tornou o primeiro time da história dos pontos corridos a terminar o primeiro turno invicto. Além do campeão, Palmeiras, Santos, Grêmio e Flamengo também se classificaram diretamente à fase de grupos da Copa Libertadores da América de 2018, além do Cruzeiro, campeão da Copa do Brasil. Já Vasco da Gama e Chapecoense, sétimo e oitavo colocados respectivamente, se classificaram para a segunda fase do torneio continental.
Com duas rodadas de antecedência, a primeira equipe a ter o rebaixamento confirmado matematicamente à Série B de 2018 foi o Atlético Goianiense após empatar com a Chapecoense (1–1), em Goiânia. Na penúltima rodada, a Ponte Preta teve a queda decretada após perder de virada para o Vitória (3–2), em pleno Moisés Lucarelli. Avaí e Coritiba completaram a relação de rebaixados na última rodada: o time catarinense com o empate fora de casa contra o Santos (1–1) e a equipe paranaense com a derrota de virada para a Chapecoense (2–1), em Chapecó.

## Regulamento
A Série A de 2017 foi disputada por vinte clubes em dois turnos. Em cada turno, todos os times jogaram entre si uma única vez. Os jogos do segundo turno foram realizados na mesma ordem do primeiro, apenas com o mando de campo invertido. Não houve campeões por turnos, sendo declarado campeão brasileiro o time que obteve o maior número de pontos após as 38 rodadas. Ao final da competição, os seis primeiros times se classificaram à Copa Libertadores de 2018, os seis clubes subsequentes se classificaram à Copa Sul-Americana de 2018, e os quatro últimos foram rebaixados para a Série B do ano seguinte.

### Critérios de desempate
Em caso de empate por pontos entre dois ou mais clubes, os critérios de desempate seriam aplicados na seguinte ordem:
1. Número de vitórias;
2. Saldo de gols;
3. Gols pró;
4. Confronto direto;
5. Menor número de cartões vermelhos;
6. Menor número de cartões amarelos;
7. Sorteio.

Com relação ao quarto critério (confronto direto), considera-se o resultado dos jogos somados, ou seja, o resultado de 180 minutos. Permanecendo o empate, o desempate se daria pelo maior número de gols marcados no campo do adversário. O quarto critério não seria considerado no caso de empate entre mais de dois clubes.

## Participantes
| Equipe              | Cidade         | Estado | Em 2016      | Estádio (mando)   | Capacidade | Títulos                                                  |
| ------------------- | -------------- | ------ | ------------ | ----------------- | ---------- | -------------------------------------------------------- |
| Atlético Goianiense | Goiânia        | GO     | 1º (Série B) | Olímpico          | 13 500     | 0 (não possui)                                           |
| Atlético Mineiro    | Belo Horizonte | MG     | 4º           | Independência     | 23 018     | 2 (1937, 1971)                                           |
| Atlético Paranaense | Curitiba       | PR     | 6º           | Arena da Baixada  | 42 370     | 1 (2001)                                                 |
| Avaí                | Florianópolis  | SC     | 2º (Série B) | Ressacada         | 17 826     | 0 (não possui)                                           |
| Bahia               | Salvador       | BA     | 4º (Série B) | Arena Fonte Nova  | 50 025     | 2 (1959, 1988)                                           |
| Botafogo            | Rio de Janeiro | RJ     | 5º           | Nilton Santos     | 45 000     | 2 (1968, 1995)                                           |
| Chapecoense         | Chapecó        | SC     | 11º          | Arena Condá       | 15 765     | 0 (não possui)                                           |
| Corinthians         | São Paulo      | SP     | 7º           | Arena Corinthians | 47 605     | 6 (1990, 1998, 1999, 2005, 2011, 2015)                   |
| Coritiba            | Curitiba       | PR     | 15º          | Couto Pereira     | 40 502     | 1 (1985)                                                 |
| Cruzeiro            | Belo Horizonte | MG     | 12º          | Mineirão          | 61 846     | 4 (1966, 2003, 2013, 2014)                               |
| Flamengo            | Rio de Janeiro | RJ     | 3º           | Ilha do Urubu     | 20 215     | 5 (1980, 1982, 1983, 1992, 2009)                         |
| Fluminense          | Rio de Janeiro | RJ     | 13º          | Maracanã          | 78 838     | 4 (1970, 1984, 2010, 2012)                               |
| Grêmio              | Porto Alegre   | RS     | 9º           | Arena do Grêmio   | 55 662     | 2 (1981, 1996)                                           |
| Palmeiras           | São Paulo      | SP     | 1º           | Allianz Parque    | 43 713     | 9 (1960, 1967, 1967, 1969, 1972, 1973, 1993, 1994, 2016) |
| Ponte Preta         | Campinas       | SP     | 8º           | Moisés Lucarelli  | 17 728     | 0 (não possui)                                           |
| Santos              | Santos         | SP     | 2º           | Vila Belmiro      | 16 068     | 8 (1961, 1962, 1963, 1964, 1965, 1968, 2002, 2004)       |
| São Paulo           | São Paulo      | SP     | 10º          | Morumbi           | 72 039     | 6 (1977, 1986, 1991, 2006, 2007, 2008)                   |
| Sport               | Recife         | PE     | 14º          | Ilha do Retiro    | 32 983     | 1 (1987)                                                 |
| Vasco da Gama       | Rio de Janeiro | RJ     | 3º (Série B) | São Januário      | 24 584     | 4 (1974, 1989, 1997, 2000)                               |
| Vitória             | Salvador       | BA     | 16º          | Barradão          | 34 535     | 0 (não possui)                                           |

## Estádios
| Atlético Goianiense | Atlético Mineiro | Atlético Paranaense | Avaí | Bahia | Botafogo           |
| Olímpico | Independência | Arena da Baixada | Ressacada | Arena Fonte Nova | Nilton Santos      |
| Capacidade: 13 500 | Capacidade: 23 018 | Capacidade: 42 370 | Capacidade: 17 826 | Capacidade: 50 025 | Capacidade: 45 000 |
| | | | | |                    |
| Chapecoense | \| Atlético-GO Atlético-MG Atlético-PR Avaí Bahia Chapecoense Coritiba Cruzeiro Grêmio Ponte Preta Santos Sport Vitória Rio de Janeiro São Paulo Rio de Janeiro: Botafogo Flamengo Fluminense Vasco da Gama São Paulo: Corinthians Palmeiras São PauloLocalização das equipes participantes da Série A de 2017. \| | \| Atlético-GO Atlético-MG Atlético-PR Avaí Bahia Chapecoense Coritiba Cruzeiro Grêmio Ponte Preta Santos Sport Vitória Rio de Janeiro São Paulo Rio de Janeiro: Botafogo Flamengo Fluminense Vasco da Gama São Paulo: Corinthians Palmeiras São PauloLocalização das equipes participantes da Série A de 2017. \| | \| Atlético-GO Atlético-MG Atlético-PR Avaí Bahia Chapecoense Coritiba Cruzeiro Grêmio Ponte Preta Santos Sport Vitória Rio de Janeiro São Paulo Rio de Janeiro: Botafogo Flamengo Fluminense Vasco da Gama São Paulo: Corinthians Palmeiras São PauloLocalização das equipes participantes da Série A de 2017. \| | \| Atlético-GO Atlético-MG Atlético-PR Avaí Bahia Chapecoense Coritiba Cruzeiro Grêmio Ponte Preta Santos Sport Vitória Rio de Janeiro São Paulo Rio de Janeiro: Botafogo Flamengo Fluminense Vasco da Gama São Paulo: Corinthians Palmeiras São PauloLocalização das equipes participantes da Série A de 2017. \| | Corinthians        |
| Arena Condá | \| Atlético-GO Atlético-MG Atlético-PR Avaí Bahia Chapecoense Coritiba Cruzeiro Grêmio Ponte Preta Santos Sport Vitória Rio de Janeiro São Paulo Rio de Janeiro: Botafogo Flamengo Fluminense Vasco da Gama São Paulo: Corinthians Palmeiras São PauloLocalização das equipes participantes da Série A de 2017. \| | \| Atlético-GO Atlético-MG Atlético-PR Avaí Bahia Chapecoense Coritiba Cruzeiro Grêmio Ponte Preta Santos Sport Vitória Rio de Janeiro São Paulo Rio de Janeiro: Botafogo Flamengo Fluminense Vasco da Gama São Paulo: Corinthians Palmeiras São PauloLocalização das equipes participantes da Série A de 2017. \| | \| Atlético-GO Atlético-MG Atlético-PR Avaí Bahia Chapecoense Coritiba Cruzeiro Grêmio Ponte Preta Santos Sport Vitória Rio de Janeiro São Paulo Rio de Janeiro: Botafogo Flamengo Fluminense Vasco da Gama São Paulo: Corinthians Palmeiras São PauloLocalização das equipes participantes da Série A de 2017. \| | \| Atlético-GO Atlético-MG Atlético-PR Avaí Bahia Chapecoense Coritiba Cruzeiro Grêmio Ponte Preta Santos Sport Vitória Rio de Janeiro São Paulo Rio de Janeiro: Botafogo Flamengo Fluminense Vasco da Gama São Paulo: Corinthians Palmeiras São PauloLocalização das equipes participantes da Série A de 2017. \| | Arena Corinthians  |
| Capacidade: 15 765 | \| Atlético-GO Atlético-MG Atlético-PR Avaí Bahia Chapecoense Coritiba Cruzeiro Grêmio Ponte Preta Santos Sport Vitória Rio de Janeiro São Paulo Rio de Janeiro: Botafogo Flamengo Fluminense Vasco da Gama São Paulo: Corinthians Palmeiras São PauloLocalização das equipes participantes da Série A de 2017. \| | \| Atlético-GO Atlético-MG Atlético-PR Avaí Bahia Chapecoense Coritiba Cruzeiro Grêmio Ponte Preta Santos Sport Vitória Rio de Janeiro São Paulo Rio de Janeiro: Botafogo Flamengo Fluminense Vasco da Gama São Paulo: Corinthians Palmeiras São PauloLocalização das equipes participantes da Série A de 2017. \| | \| Atlético-GO Atlético-MG Atlético-PR Avaí Bahia Chapecoense Coritiba Cruzeiro Grêmio Ponte Preta Santos Sport Vitória Rio de Janeiro São Paulo Rio de Janeiro: Botafogo Flamengo Fluminense Vasco da Gama São Paulo: Corinthians Palmeiras São PauloLocalização das equipes participantes da Série A de 2017. \| | \| Atlético-GO Atlético-MG Atlético-PR Avaí Bahia Chapecoense Coritiba Cruzeiro Grêmio Ponte Preta Santos Sport Vitória Rio de Janeiro São Paulo Rio de Janeiro: Botafogo Flamengo Fluminense Vasco da Gama São Paulo: Corinthians Palmeiras São PauloLocalização das equipes participantes da Série A de 2017. \| | Capacidade: 47 605 |
| | \| Atlético-GO Atlético-MG Atlético-PR Avaí Bahia Chapecoense Coritiba Cruzeiro Grêmio Ponte Preta Santos Sport Vitória Rio de Janeiro São Paulo Rio de Janeiro: Botafogo Flamengo Fluminense Vasco da Gama São Paulo: Corinthians Palmeiras São PauloLocalização das equipes participantes da Série A de 2017. \| | \| Atlético-GO Atlético-MG Atlético-PR Avaí Bahia Chapecoense Coritiba Cruzeiro Grêmio Ponte Preta Santos Sport Vitória Rio de Janeiro São Paulo Rio de Janeiro: Botafogo Flamengo Fluminense Vasco da Gama São Paulo: Corinthians Palmeiras São PauloLocalização das equipes participantes da Série A de 2017. \| | \| Atlético-GO Atlético-MG Atlético-PR Avaí Bahia Chapecoense Coritiba Cruzeiro Grêmio Ponte Preta Santos Sport Vitória Rio de Janeiro São Paulo Rio de Janeiro: Botafogo Flamengo Fluminense Vasco da Gama São Paulo: Corinthians Palmeiras São PauloLocalização das equipes participantes da Série A de 2017. \| | \| Atlético-GO Atlético-MG Atlético-PR Avaí Bahia Chapecoense Coritiba Cruzeiro Grêmio Ponte Preta Santos Sport Vitória Rio de Janeiro São Paulo Rio de Janeiro: Botafogo Flamengo Fluminense Vasco da Gama São Paulo: Corinthians Palmeiras São PauloLocalização das equipes participantes da Série A de 2017. \| |                    |
| Coritiba | \| Atlético-GO Atlético-MG Atlético-PR Avaí Bahia Chapecoense Coritiba Cruzeiro Grêmio Ponte Preta Santos Sport Vitória Rio de Janeiro São Paulo Rio de Janeiro: Botafogo Flamengo Fluminense Vasco da Gama São Paulo: Corinthians Palmeiras São PauloLocalização das equipes participantes da Série A de 2017. \| | \| Atlético-GO Atlético-MG Atlético-PR Avaí Bahia Chapecoense Coritiba Cruzeiro Grêmio Ponte Preta Santos Sport Vitória Rio de Janeiro São Paulo Rio de Janeiro: Botafogo Flamengo Fluminense Vasco da Gama São Paulo: Corinthians Palmeiras São PauloLocalização das equipes participantes da Série A de 2017. \| | \| Atlético-GO Atlético-MG Atlético-PR Avaí Bahia Chapecoense Coritiba Cruzeiro Grêmio Ponte Preta Santos Sport Vitória Rio de Janeiro São Paulo Rio de Janeiro: Botafogo Flamengo Fluminense Vasco da Gama São Paulo: Corinthians Palmeiras São PauloLocalização das equipes participantes da Série A de 2017. \| | \| Atlético-GO Atlético-MG Atlético-PR Avaí Bahia Chapecoense Coritiba Cruzeiro Grêmio Ponte Preta Santos Sport Vitória Rio de Janeiro São Paulo Rio de Janeiro: Botafogo Flamengo Fluminense Vasco da Gama São Paulo: Corinthians Palmeiras São PauloLocalização das equipes participantes da Série A de 2017. \| | Cruzeiro           |
| Couto Pereira | \| Atlético-GO Atlético-MG Atlético-PR Avaí Bahia Chapecoense Coritiba Cruzeiro Grêmio Ponte Preta Santos Sport Vitória Rio de Janeiro São Paulo Rio de Janeiro: Botafogo Flamengo Fluminense Vasco da Gama São Paulo: Corinthians Palmeiras São PauloLocalização das equipes participantes da Série A de 2017. \| | \| Atlético-GO Atlético-MG Atlético-PR Avaí Bahia Chapecoense Coritiba Cruzeiro Grêmio Ponte Preta Santos Sport Vitória Rio de Janeiro São Paulo Rio de Janeiro: Botafogo Flamengo Fluminense Vasco da Gama São Paulo: Corinthians Palmeiras São PauloLocalização das equipes participantes da Série A de 2017. \| | \| Atlético-GO Atlético-MG Atlético-PR Avaí Bahia Chapecoense Coritiba Cruzeiro Grêmio Ponte Preta Santos Sport Vitória Rio de Janeiro São Paulo Rio de Janeiro: Botafogo Flamengo Fluminense Vasco da Gama São Paulo: Corinthians Palmeiras São PauloLocalização das equipes participantes da Série A de 2017. \| | \| Atlético-GO Atlético-MG Atlético-PR Avaí Bahia Chapecoense Coritiba Cruzeiro Grêmio Ponte Preta Santos Sport Vitória Rio de Janeiro São Paulo Rio de Janeiro: Botafogo Flamengo Fluminense Vasco da Gama São Paulo: Corinthians Palmeiras São PauloLocalização das equipes participantes da Série A de 2017. \| | Mineirão           |
| Capacidade: 40 502 | \| Atlético-GO Atlético-MG Atlético-PR Avaí Bahia Chapecoense Coritiba Cruzeiro Grêmio Ponte Preta Santos Sport Vitória Rio de Janeiro São Paulo Rio de Janeiro: Botafogo Flamengo Fluminense Vasco da Gama São Paulo: Corinthians Palmeiras São PauloLocalização das equipes participantes da Série A de 2017. \| | \| Atlético-GO Atlético-MG Atlético-PR Avaí Bahia Chapecoense Coritiba Cruzeiro Grêmio Ponte Preta Santos Sport Vitória Rio de Janeiro São Paulo Rio de Janeiro: Botafogo Flamengo Fluminense Vasco da Gama São Paulo: Corinthians Palmeiras São PauloLocalização das equipes participantes da Série A de 2017. \| | \| Atlético-GO Atlético-MG Atlético-PR Avaí Bahia Chapecoense Coritiba Cruzeiro Grêmio Ponte Preta Santos Sport Vitória Rio de Janeiro São Paulo Rio de Janeiro: Botafogo Flamengo Fluminense Vasco da Gama São Paulo: Corinthians Palmeiras São PauloLocalização das equipes participantes da Série A de 2017. \| | \| Atlético-GO Atlético-MG Atlético-PR Avaí Bahia Chapecoense Coritiba Cruzeiro Grêmio Ponte Preta Santos Sport Vitória Rio de Janeiro São Paulo Rio de Janeiro: Botafogo Flamengo Fluminense Vasco da Gama São Paulo: Corinthians Palmeiras São PauloLocalização das equipes participantes da Série A de 2017. \| | Capacidade: 61 846 |
| | \| Atlético-GO Atlético-MG Atlético-PR Avaí Bahia Chapecoense Coritiba Cruzeiro Grêmio Ponte Preta Santos Sport Vitória Rio de Janeiro São Paulo Rio de Janeiro: Botafogo Flamengo Fluminense Vasco da Gama São Paulo: Corinthians Palmeiras São PauloLocalização das equipes participantes da Série A de 2017. \| | \| Atlético-GO Atlético-MG Atlético-PR Avaí Bahia Chapecoense Coritiba Cruzeiro Grêmio Ponte Preta Santos Sport Vitória Rio de Janeiro São Paulo Rio de Janeiro: Botafogo Flamengo Fluminense Vasco da Gama São Paulo: Corinthians Palmeiras São PauloLocalização das equipes participantes da Série A de 2017. \| | \| Atlético-GO Atlético-MG Atlético-PR Avaí Bahia Chapecoense Coritiba Cruzeiro Grêmio Ponte Preta Santos Sport Vitória Rio de Janeiro São Paulo Rio de Janeiro: Botafogo Flamengo Fluminense Vasco da Gama São Paulo: Corinthians Palmeiras São PauloLocalização das equipes participantes da Série A de 2017. \| | \| Atlético-GO Atlético-MG Atlético-PR Avaí Bahia Chapecoense Coritiba Cruzeiro Grêmio Ponte Preta Santos Sport Vitória Rio de Janeiro São Paulo Rio de Janeiro: Botafogo Flamengo Fluminense Vasco da Gama São Paulo: Corinthians Palmeiras São PauloLocalização das equipes participantes da Série A de 2017. \| |                    |
| Flamengo | \| Atlético-GO Atlético-MG Atlético-PR Avaí Bahia Chapecoense Coritiba Cruzeiro Grêmio Ponte Preta Santos Sport Vitória Rio de Janeiro São Paulo Rio de Janeiro: Botafogo Flamengo Fluminense Vasco da Gama São Paulo: Corinthians Palmeiras São PauloLocalização das equipes participantes da Série A de 2017. \| | \| Atlético-GO Atlético-MG Atlético-PR Avaí Bahia Chapecoense Coritiba Cruzeiro Grêmio Ponte Preta Santos Sport Vitória Rio de Janeiro São Paulo Rio de Janeiro: Botafogo Flamengo Fluminense Vasco da Gama São Paulo: Corinthians Palmeiras São PauloLocalização das equipes participantes da Série A de 2017. \| | \| Atlético-GO Atlético-MG Atlético-PR Avaí Bahia Chapecoense Coritiba Cruzeiro Grêmio Ponte Preta Santos Sport Vitória Rio de Janeiro São Paulo Rio de Janeiro: Botafogo Flamengo Fluminense Vasco da Gama São Paulo: Corinthians Palmeiras São PauloLocalização das equipes participantes da Série A de 2017. \| | \| Atlético-GO Atlético-MG Atlético-PR Avaí Bahia Chapecoense Coritiba Cruzeiro Grêmio Ponte Preta Santos Sport Vitória Rio de Janeiro São Paulo Rio de Janeiro: Botafogo Flamengo Fluminense Vasco da Gama São Paulo: Corinthians Palmeiras São PauloLocalização das equipes participantes da Série A de 2017. \| | Fluminense         |
| Ilha do Urubu | \| Atlético-GO Atlético-MG Atlético-PR Avaí Bahia Chapecoense Coritiba Cruzeiro Grêmio Ponte Preta Santos Sport Vitória Rio de Janeiro São Paulo Rio de Janeiro: Botafogo Flamengo Fluminense Vasco da Gama São Paulo: Corinthians Palmeiras São PauloLocalização das equipes participantes da Série A de 2017. \| | \| Atlético-GO Atlético-MG Atlético-PR Avaí Bahia Chapecoense Coritiba Cruzeiro Grêmio Ponte Preta Santos Sport Vitória Rio de Janeiro São Paulo Rio de Janeiro: Botafogo Flamengo Fluminense Vasco da Gama São Paulo: Corinthians Palmeiras São PauloLocalização das equipes participantes da Série A de 2017. \| | \| Atlético-GO Atlético-MG Atlético-PR Avaí Bahia Chapecoense Coritiba Cruzeiro Grêmio Ponte Preta Santos Sport Vitória Rio de Janeiro São Paulo Rio de Janeiro: Botafogo Flamengo Fluminense Vasco da Gama São Paulo: Corinthians Palmeiras São PauloLocalização das equipes participantes da Série A de 2017. \| | \| Atlético-GO Atlético-MG Atlético-PR Avaí Bahia Chapecoense Coritiba Cruzeiro Grêmio Ponte Preta Santos Sport Vitória Rio de Janeiro São Paulo Rio de Janeiro: Botafogo Flamengo Fluminense Vasco da Gama São Paulo: Corinthians Palmeiras São PauloLocalização das equipes participantes da Série A de 2017. \| | Maracanã           |
| Capacidade: 20 215 | \| Atlético-GO Atlético-MG Atlético-PR Avaí Bahia Chapecoense Coritiba Cruzeiro Grêmio Ponte Preta Santos Sport Vitória Rio de Janeiro São Paulo Rio de Janeiro: Botafogo Flamengo Fluminense Vasco da Gama São Paulo: Corinthians Palmeiras São PauloLocalização das equipes participantes da Série A de 2017. \| | \| Atlético-GO Atlético-MG Atlético-PR Avaí Bahia Chapecoense Coritiba Cruzeiro Grêmio Ponte Preta Santos Sport Vitória Rio de Janeiro São Paulo Rio de Janeiro: Botafogo Flamengo Fluminense Vasco da Gama São Paulo: Corinthians Palmeiras São PauloLocalização das equipes participantes da Série A de 2017. \| | \| Atlético-GO Atlético-MG Atlético-PR Avaí Bahia Chapecoense Coritiba Cruzeiro Grêmio Ponte Preta Santos Sport Vitória Rio de Janeiro São Paulo Rio de Janeiro: Botafogo Flamengo Fluminense Vasco da Gama São Paulo: Corinthians Palmeiras São PauloLocalização das equipes participantes da Série A de 2017. \| | \| Atlético-GO Atlético-MG Atlético-PR Avaí Bahia Chapecoense Coritiba Cruzeiro Grêmio Ponte Preta Santos Sport Vitória Rio de Janeiro São Paulo Rio de Janeiro: Botafogo Flamengo Fluminense Vasco da Gama São Paulo: Corinthians Palmeiras São PauloLocalização das equipes participantes da Série A de 2017. \| | Capacidade: 78 838 |
| | \| Atlético-GO Atlético-MG Atlético-PR Avaí Bahia Chapecoense Coritiba Cruzeiro Grêmio Ponte Preta Santos Sport Vitória Rio de Janeiro São Paulo Rio de Janeiro: Botafogo Flamengo Fluminense Vasco da Gama São Paulo: Corinthians Palmeiras São PauloLocalização das equipes participantes da Série A de 2017. \| | \| Atlético-GO Atlético-MG Atlético-PR Avaí Bahia Chapecoense Coritiba Cruzeiro Grêmio Ponte Preta Santos Sport Vitória Rio de Janeiro São Paulo Rio de Janeiro: Botafogo Flamengo Fluminense Vasco da Gama São Paulo: Corinthians Palmeiras São PauloLocalização das equipes participantes da Série A de 2017. \| | \| Atlético-GO Atlético-MG Atlético-PR Avaí Bahia Chapecoense Coritiba Cruzeiro Grêmio Ponte Preta Santos Sport Vitória Rio de Janeiro São Paulo Rio de Janeiro: Botafogo Flamengo Fluminense Vasco da Gama São Paulo: Corinthians Palmeiras São PauloLocalização das equipes participantes da Série A de 2017. \| | \| Atlético-GO Atlético-MG Atlético-PR Avaí Bahia Chapecoense Coritiba Cruzeiro Grêmio Ponte Preta Santos Sport Vitória Rio de Janeiro São Paulo Rio de Janeiro: Botafogo Flamengo Fluminense Vasco da Gama São Paulo: Corinthians Palmeiras São PauloLocalização das equipes participantes da Série A de 2017. \| |                    |
| Grêmio | \| Atlético-GO Atlético-MG Atlético-PR Avaí Bahia Chapecoense Coritiba Cruzeiro Grêmio Ponte Preta Santos Sport Vitória Rio de Janeiro São Paulo Rio de Janeiro: Botafogo Flamengo Fluminense Vasco da Gama São Paulo: Corinthians Palmeiras São PauloLocalização das equipes participantes da Série A de 2017. \| | \| Atlético-GO Atlético-MG Atlético-PR Avaí Bahia Chapecoense Coritiba Cruzeiro Grêmio Ponte Preta Santos Sport Vitória Rio de Janeiro São Paulo Rio de Janeiro: Botafogo Flamengo Fluminense Vasco da Gama São Paulo: Corinthians Palmeiras São PauloLocalização das equipes participantes da Série A de 2017. \| | \| Atlético-GO Atlético-MG Atlético-PR Avaí Bahia Chapecoense Coritiba Cruzeiro Grêmio Ponte Preta Santos Sport Vitória Rio de Janeiro São Paulo Rio de Janeiro: Botafogo Flamengo Fluminense Vasco da Gama São Paulo: Corinthians Palmeiras São PauloLocalização das equipes participantes da Série A de 2017. \| | \| Atlético-GO Atlético-MG Atlético-PR Avaí Bahia Chapecoense Coritiba Cruzeiro Grêmio Ponte Preta Santos Sport Vitória Rio de Janeiro São Paulo Rio de Janeiro: Botafogo Flamengo Fluminense Vasco da Gama São Paulo: Corinthians Palmeiras São PauloLocalização das equipes participantes da Série A de 2017. \| | Palmeiras          |
| Arena do Grêmio | \| Atlético-GO Atlético-MG Atlético-PR Avaí Bahia Chapecoense Coritiba Cruzeiro Grêmio Ponte Preta Santos Sport Vitória Rio de Janeiro São Paulo Rio de Janeiro: Botafogo Flamengo Fluminense Vasco da Gama São Paulo: Corinthians Palmeiras São PauloLocalização das equipes participantes da Série A de 2017. \| | \| Atlético-GO Atlético-MG Atlético-PR Avaí Bahia Chapecoense Coritiba Cruzeiro Grêmio Ponte Preta Santos Sport Vitória Rio de Janeiro São Paulo Rio de Janeiro: Botafogo Flamengo Fluminense Vasco da Gama São Paulo: Corinthians Palmeiras São PauloLocalização das equipes participantes da Série A de 2017. \| | \| Atlético-GO Atlético-MG Atlético-PR Avaí Bahia Chapecoense Coritiba Cruzeiro Grêmio Ponte Preta Santos Sport Vitória Rio de Janeiro São Paulo Rio de Janeiro: Botafogo Flamengo Fluminense Vasco da Gama São Paulo: Corinthians Palmeiras São PauloLocalização das equipes participantes da Série A de 2017. \| | \| Atlético-GO Atlético-MG Atlético-PR Avaí Bahia Chapecoense Coritiba Cruzeiro Grêmio Ponte Preta Santos Sport Vitória Rio de Janeiro São Paulo Rio de Janeiro: Botafogo Flamengo Fluminense Vasco da Gama São Paulo: Corinthians Palmeiras São PauloLocalização das equipes participantes da Série A de 2017. \| | Allianz Parque     |
| Capacidade: 55 662 | \| Atlético-GO Atlético-MG Atlético-PR Avaí Bahia Chapecoense Coritiba Cruzeiro Grêmio Ponte Preta Santos Sport Vitória Rio de Janeiro São Paulo Rio de Janeiro: Botafogo Flamengo Fluminense Vasco da Gama São Paulo: Corinthians Palmeiras São PauloLocalização das equipes participantes da Série A de 2017. \| | \| Atlético-GO Atlético-MG Atlético-PR Avaí Bahia Chapecoense Coritiba Cruzeiro Grêmio Ponte Preta Santos Sport Vitória Rio de Janeiro São Paulo Rio de Janeiro: Botafogo Flamengo Fluminense Vasco da Gama São Paulo: Corinthians Palmeiras São PauloLocalização das equipes participantes da Série A de 2017. \| | \| Atlético-GO Atlético-MG Atlético-PR Avaí Bahia Chapecoense Coritiba Cruzeiro Grêmio Ponte Preta Santos Sport Vitória Rio de Janeiro São Paulo Rio de Janeiro: Botafogo Flamengo Fluminense Vasco da Gama São Paulo: Corinthians Palmeiras São PauloLocalização das equipes participantes da Série A de 2017. \| | \| Atlético-GO Atlético-MG Atlético-PR Avaí Bahia Chapecoense Coritiba Cruzeiro Grêmio Ponte Preta Santos Sport Vitória Rio de Janeiro São Paulo Rio de Janeiro: Botafogo Flamengo Fluminense Vasco da Gama São Paulo: Corinthians Palmeiras São PauloLocalização das equipes participantes da Série A de 2017. \| | Capacidade: 43 713 |
| | \| Atlético-GO Atlético-MG Atlético-PR Avaí Bahia Chapecoense Coritiba Cruzeiro Grêmio Ponte Preta Santos Sport Vitória Rio de Janeiro São Paulo Rio de Janeiro: Botafogo Flamengo Fluminense Vasco da Gama São Paulo: Corinthians Palmeiras São PauloLocalização das equipes participantes da Série A de 2017. \| | \| Atlético-GO Atlético-MG Atlético-PR Avaí Bahia Chapecoense Coritiba Cruzeiro Grêmio Ponte Preta Santos Sport Vitória Rio de Janeiro São Paulo Rio de Janeiro: Botafogo Flamengo Fluminense Vasco da Gama São Paulo: Corinthians Palmeiras São PauloLocalização das equipes participantes da Série A de 2017. \| | \| Atlético-GO Atlético-MG Atlético-PR Avaí Bahia Chapecoense Coritiba Cruzeiro Grêmio Ponte Preta Santos Sport Vitória Rio de Janeiro São Paulo Rio de Janeiro: Botafogo Flamengo Fluminense Vasco da Gama São Paulo: Corinthians Palmeiras São PauloLocalização das equipes participantes da Série A de 2017. \| | \| Atlético-GO Atlético-MG Atlético-PR Avaí Bahia Chapecoense Coritiba Cruzeiro Grêmio Ponte Preta Santos Sport Vitória Rio de Janeiro São Paulo Rio de Janeiro: Botafogo Flamengo Fluminense Vasco da Gama São Paulo: Corinthians Palmeiras São PauloLocalização das equipes participantes da Série A de 2017. \| |                    |
| Ponte Preta | Santos | São Paulo | Sport | Vasco da Gama | Vitória            |
| Moisés Lucarelli | Vila Belmiro | Morumbi | Ilha do Retiro | São Januário | Barradão           |
| Capacidade: 17 728 | Capacidade: 16 068 | Capacidade: 72 039 | Capacidade: 32 983 | Capacidade: 24 584 | Capacidade: 34 535 |
| | | | | |                    |
| Atlético-GO Atlético-MG Atlético-PR Avaí Bahia Chapecoense Coritiba Cruzeiro Grêmio Ponte Preta Santos Sport Vitória Rio de Janeiro São Paulo Rio de Janeiro: Botafogo Flamengo Fluminense Vasco da Gama São Paulo: Corinthians Palmeiras São PauloLocalização das equipes participantes da Série A de 2017. | | | | |                    |

### Outros estádios
Além dos estádios de mando usual, outros estádios foram utilizados devido a punições de perda de mando de campo impostas pelo Superior Tribunal de Justiça Desportiva ou por conta de problemas de interdição dos estádios usuais ou simplesmente por opção dos clubes em mandar seus jogos em outros locais, geralmente buscando uma melhor renda.

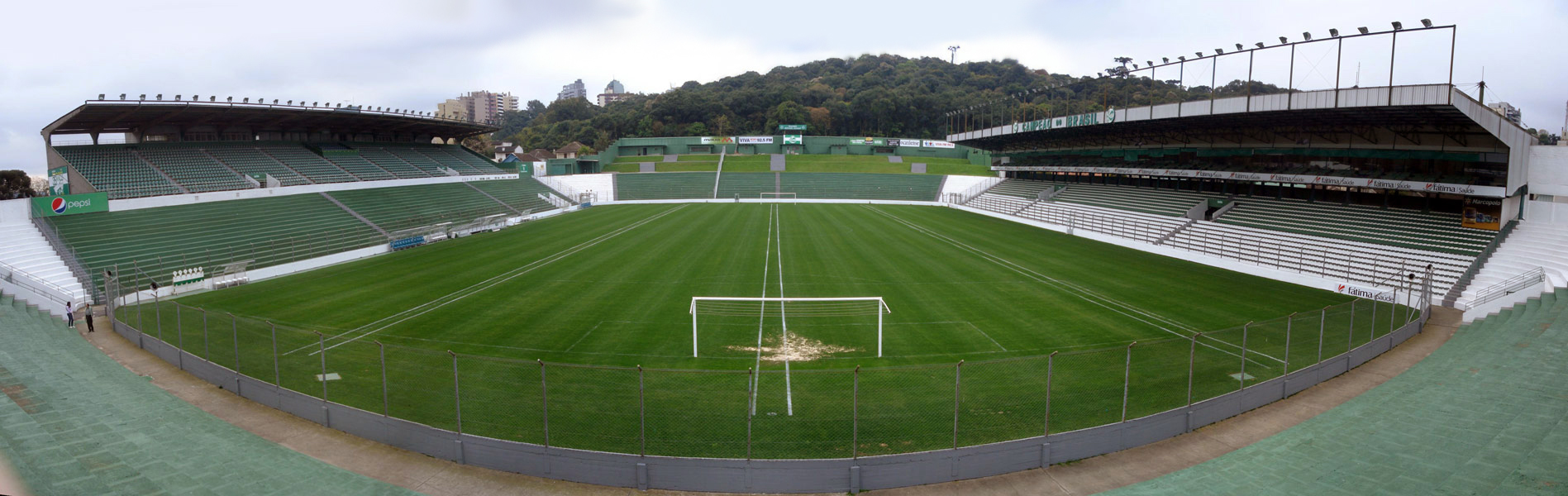
Alfredo Jaconi (Caxias do Sul)
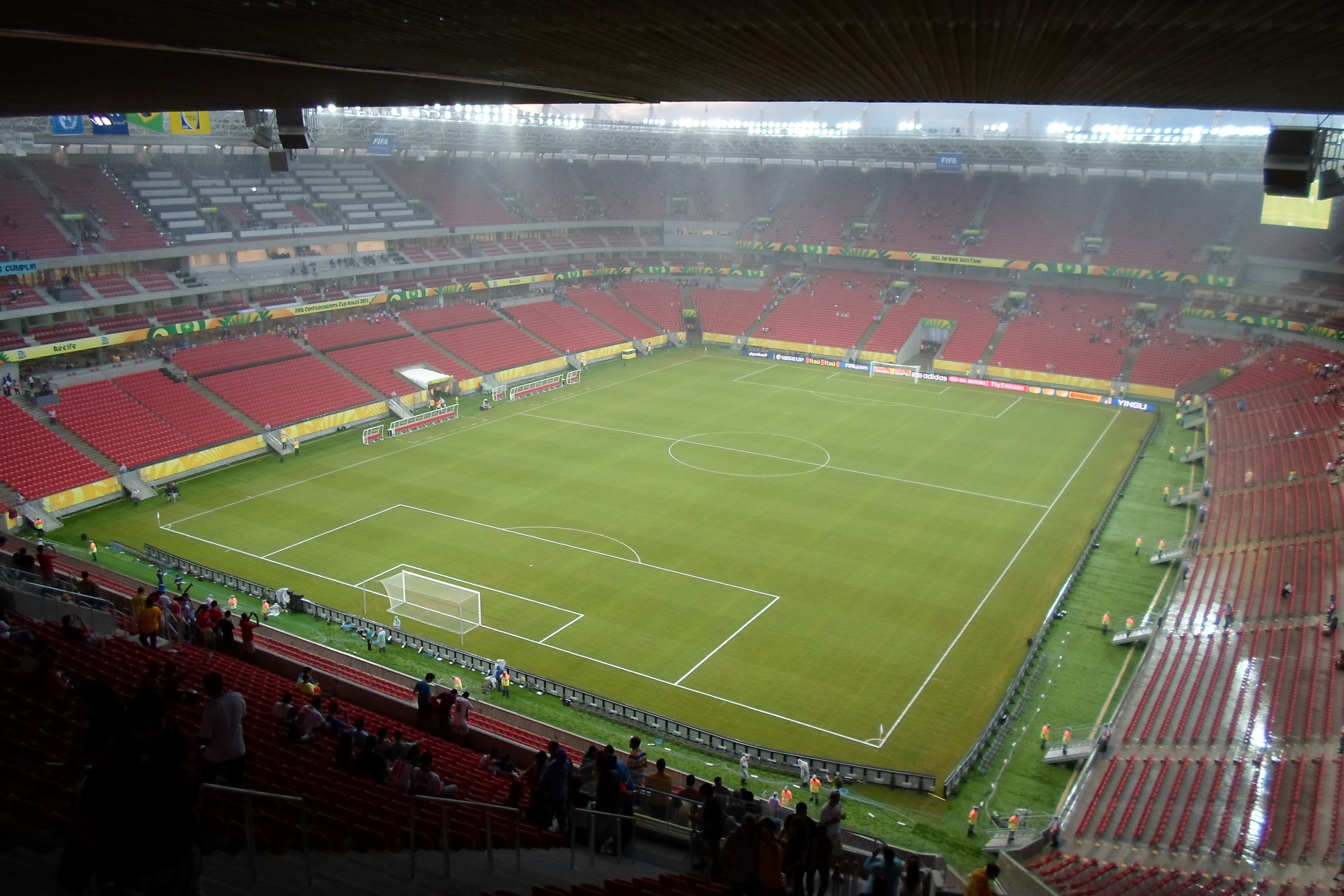
Arena Pernambuco (São Lourenço da Mata)
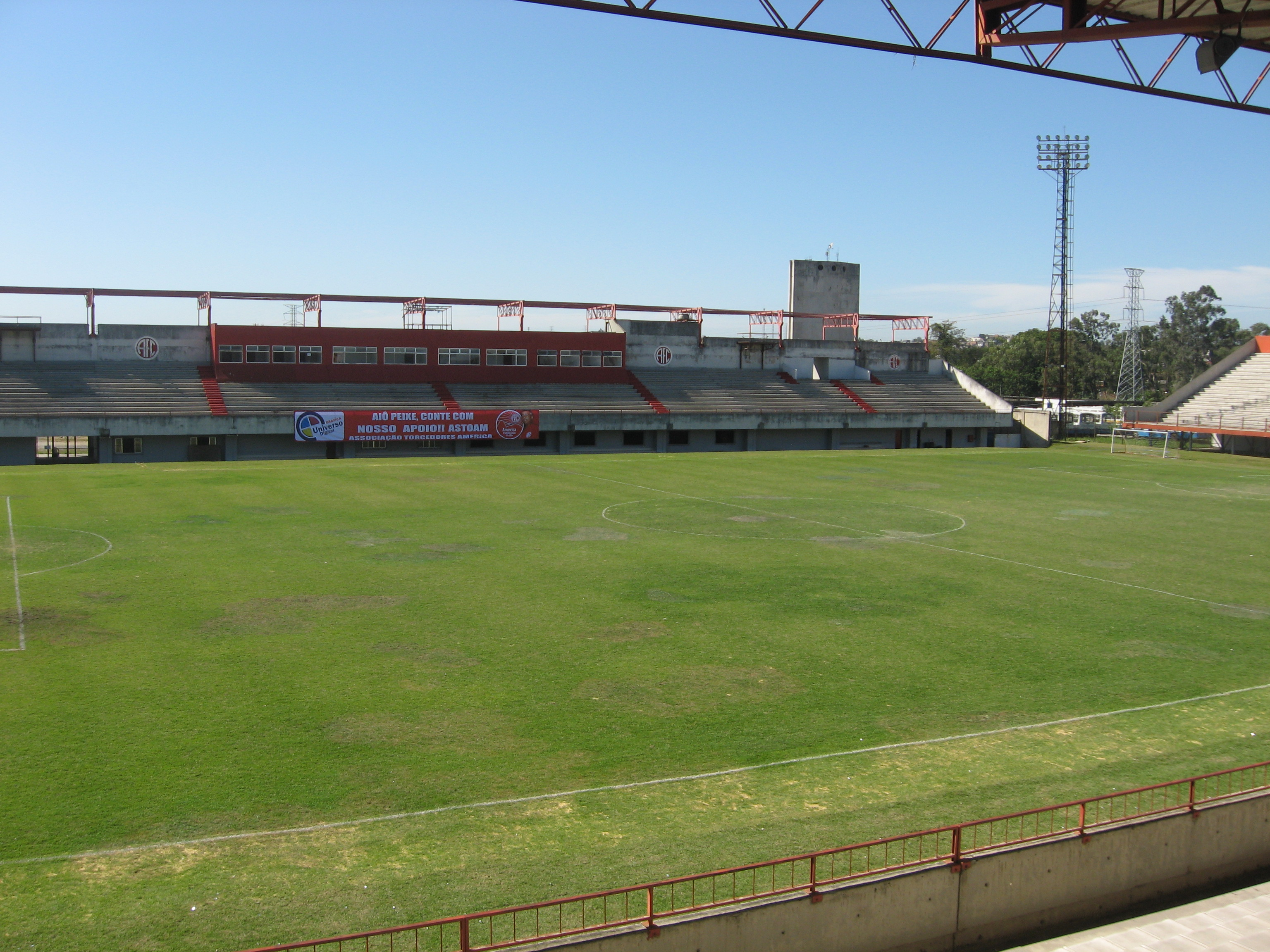
Giulite Coutinho (Mesquita)
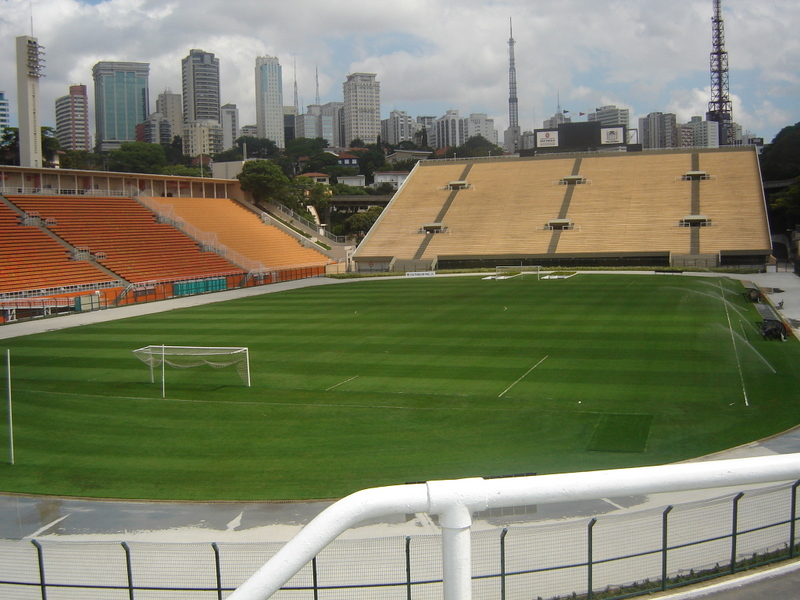
Pacaembu (São Paulo)
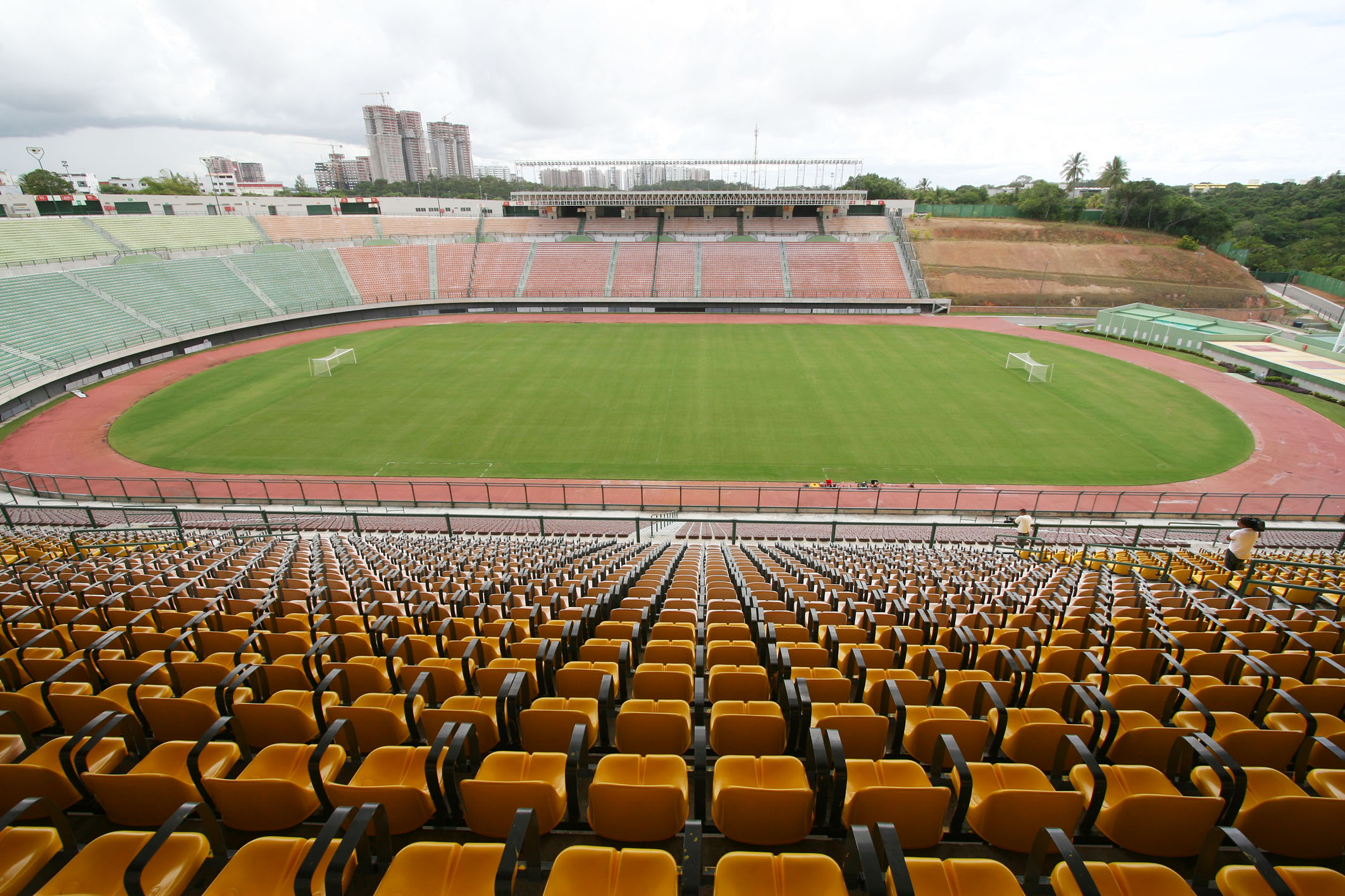
Pituaçu (Salvador)
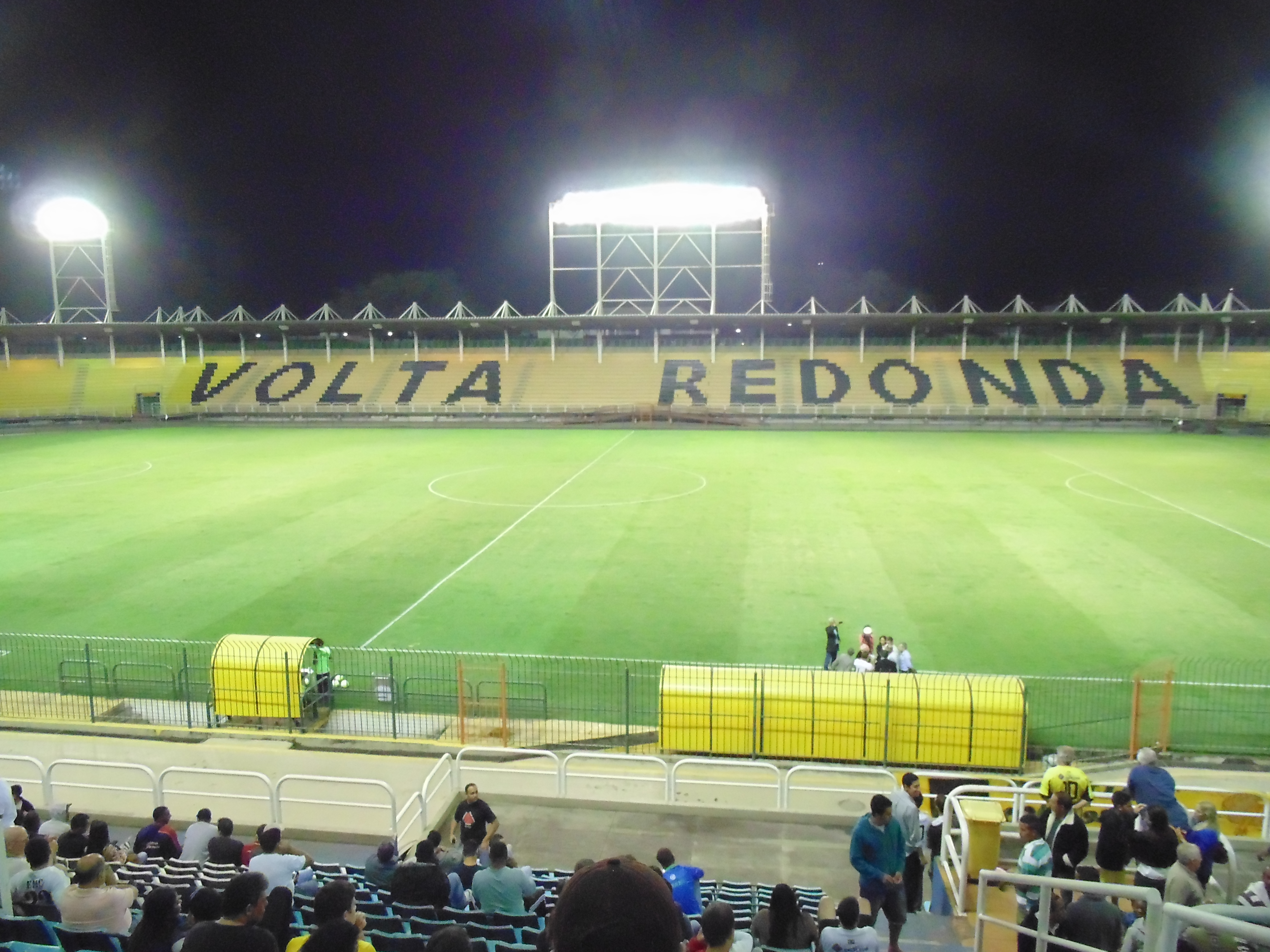
Raulino de Oliveira (Volta Redonda)
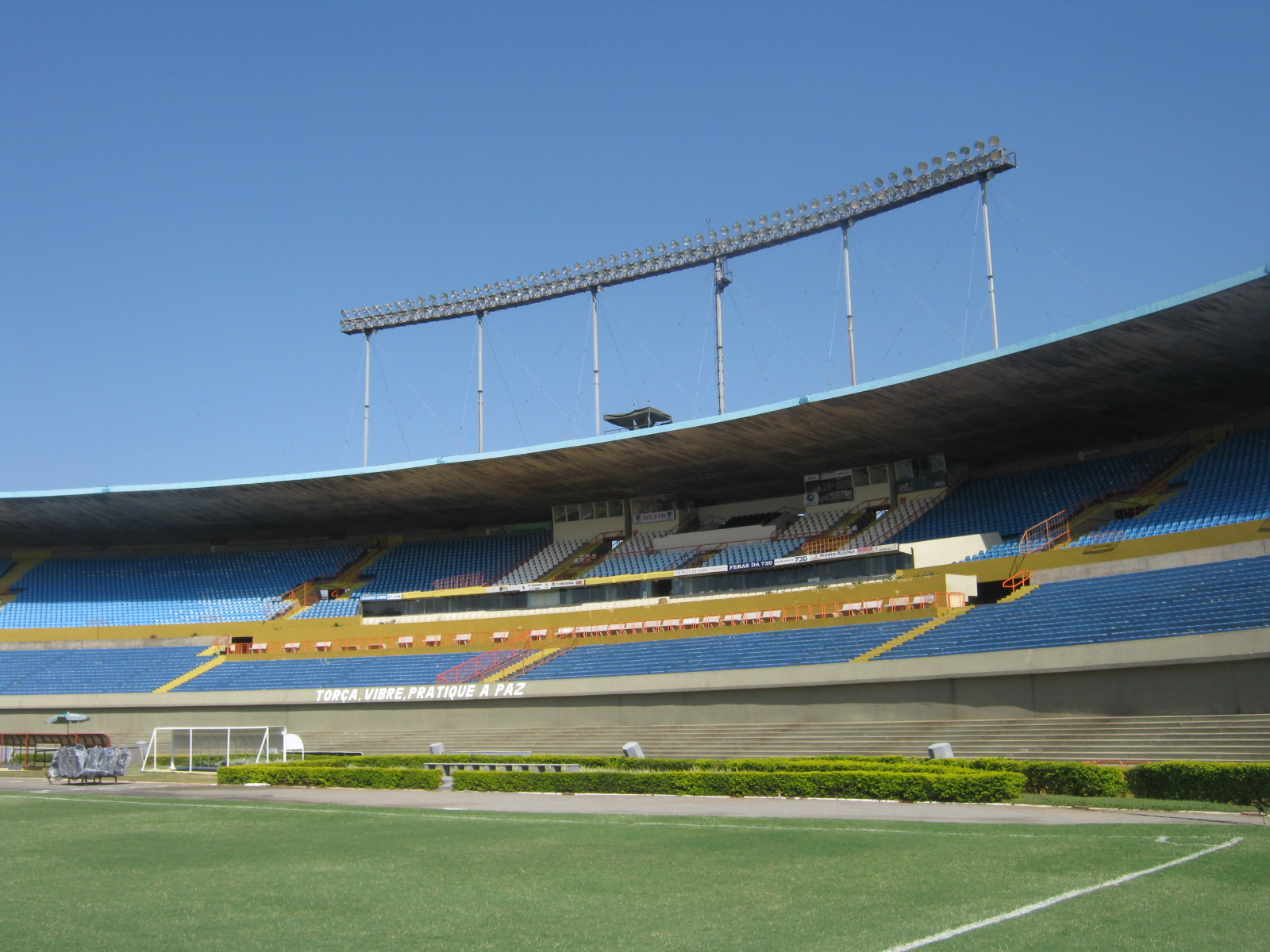
Serra Dourada (Goiânia)
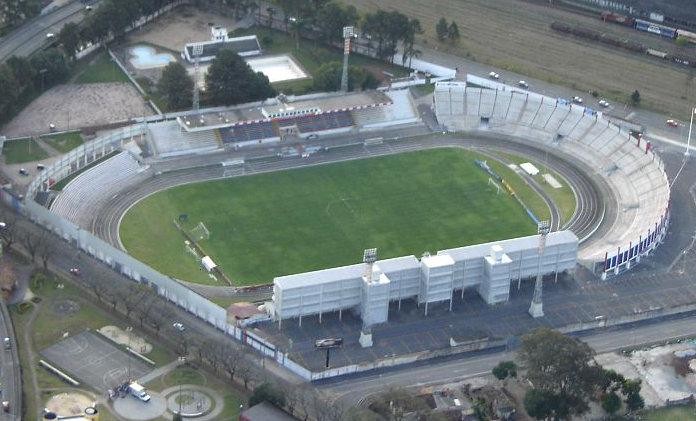
Vila Capanema (Curitiba)

## Classificação
| Pos | Equipe              | Pts | J  | V  | E  | D  | GP | GC | SG  |                                             |
| --- | ------------------- | --- | -- | -- | -- | -- | -- | -- | --- | ------------------------------------------- |
| 1   | Corinthians         | 72  | 38 | 21 | 9  | 8  | 50 | 30 | +20 | Fase de grupos da Copa Libertadores de 2018 |
| 2   | Palmeiras           | 63  | 38 | 19 | 6  | 13 | 61 | 45 | +16 | Fase de grupos da Copa Libertadores de 2018 |
| 3   | Santos              | 63  | 38 | 17 | 12 | 9  | 42 | 32 | +10 | Fase de grupos da Copa Libertadores de 2018 |
| 4   | Grêmio              | 62  | 38 | 18 | 8  | 12 | 55 | 36 | +19 | Fase de grupos da Copa Libertadores de 2018 |
| 5   | Cruzeiro            | 57  | 38 | 15 | 12 | 11 | 47 | 39 | +8  | Fase de grupos da Copa Libertadores de 2018 |
| 6   | Flamengo            | 56  | 38 | 15 | 11 | 12 | 49 | 38 | +11 | Fase de grupos da Copa Libertadores de 2018 |
| 7   | Vasco da Gama       | 56  | 38 | 15 | 11 | 12 | 40 | 47 | −7  | Segunda fase da Copa Libertadores de 2018   |
| 8   | Chapecoense         | 54  | 38 | 15 | 9  | 14 | 47 | 49 | −2  | Segunda fase da Copa Libertadores de 2018   |
| 9   | Atlético Mineiro    | 54  | 38 | 14 | 12 | 12 | 52 | 49 | +3  | Copa Sul-Americana de 2018                  |
| 10  | Botafogo            | 53  | 38 | 14 | 11 | 13 | 45 | 42 | +3  | Copa Sul-Americana de 2018                  |
| 11  | Atlético Paranaense | 51  | 38 | 14 | 9  | 15 | 45 | 43 | +2  | Copa Sul-Americana de 2018                  |
| 12  | Bahia               | 50  | 38 | 13 | 11 | 14 | 50 | 48 | +2  | Copa Sul-Americana de 2018                  |
| 13  | São Paulo           | 50  | 38 | 13 | 11 | 14 | 48 | 49 | −1  | Copa Sul-Americana de 2018                  |
| 14  | Fluminense          | 47  | 38 | 11 | 14 | 13 | 50 | 53 | −3  | Copa Sul-Americana de 2018                  |
| 15  | Sport               | 45  | 38 | 12 | 9  | 17 | 46 | 58 | −12 |                                             |
| 16  | Vitória             | 43  | 38 | 11 | 10 | 17 | 50 | 58 | −8  |                                             |
| 17  | Coritiba            | 43  | 38 | 11 | 10 | 17 | 42 | 51 | −9  | Rebaixados à Série B de 2018                |
| 18  | Avaí                | 43  | 38 | 10 | 13 | 15 | 29 | 48 | −19 | Rebaixados à Série B de 2018                |
| 19  | Ponte Preta         | 39  | 38 | 10 | 9  | 19 | 37 | 52 | −15 | Rebaixados à Série B de 2018                |
| 20  | Atlético Goianiense | 36  | 38 | 9  | 9  | 20 | 38 | 56 | −18 | Rebaixados à Série B de 2018                |

1. ↑  Cruzeiro e Grêmio têm vaga garantida na Copa Libertadores de 2018 por serem campeões, respectivamente, da Copa do Brasil de 2017 e da Copa Libertadores de 2017.

## Confrontos
|               | ATG | ATM | ATP | AVA | BAH | BOT | CHA | COR | CTB | CRU | FLA | FLU | GRE | PAL | PON | SAN | SPA | SPT | VAS | VIT |
| ------------- | --- | --- | --- | --- | --- | --- | --- | --- | --- | --- | --- | --- | --- | --- | --- | --- | --- | --- | --- | --- |
| Atlético-GO   | —   | 1–2 | 0–1 | 3–1 | 1–1 | 1–1 | 1–1 | 0–1 | 1–0 | 1–2 | 0–3 | 1–1 | 0–1 | 1–3 | 3–0 | 1–1 | 0–1 | 2–0 | 0–1 | 1–2 |
| Atlético-MG   | 3–2 | —   | 0–1 | 1–0 | 0–2 | 0–0 | 2–3 | 0–2 | 3–0 | 3–1 | 2–0 | 1–2 | 4–3 | 1–1 | 2–2 | 0–1 | 1–0 | 2–2 | 1–2 | 1–3 |
| Atlético-PR   | 2–2 | 0–2 | —   | 5–0 | 4–1 | 0–0 | 0–0 | 0–1 | 1–1 | 0–2 | 1–1 | 3–1 | 0–2 | 3–0 | 0–2 | 0–2 | 1–0 | 2–1 | 3–1 | 4–1 |
| Avaí          | 0–2 | 1–1 | 1–0 | —   | 1–2 | 1–1 | 1–0 | 0–0 | 1–4 | 1–0 | 1–1 | 0–3 | 2–2 | 2–1 | 0–0 | 0–0 | 1–1 | 1–0 | 1–2 | 0–0 |
| Bahia         | 3–0 | 2–2 | 6–2 | 1–1 | —   | 1–2 | 0–1 | 2–0 | 1–1 | 1–0 | 0–1 | 1–1 | 1–0 | 2–4 | 2–0 | 3–1 | 2–1 | 1–3 | 3–0 | 2–1 |
| Botafogo      | 1–2 | 1–1 | 0–1 | 0–2 | 1–0 | —   | 2–1 | 2–1 | 2–2 | 2–2 | 2–0 | 1–2 | 1–0 | 1–2 | 2–0 | 2–0 | 3–4 | 2–1 | 3–1 | 2–3 |
| Chapecoense   | 1–2 | 0–1 | 1–1 | 2–0 | 1–1 | 0–2 | —   | 0–1 | 2–1 | 1–2 | 0–1 | 2–0 | 3–6 | 1–0 | 1–0 | 2–0 | 2–0 | 1–1 | 2–1 | 2–1 |
| Corinthians   | 0–1 | 2–2 | 2–2 | 1–0 | 3–0 | 1–0 | 1–1 | —   | 3–1 | 1–0 | 1–1 | 3–1 | 0–0 | 3–2 | 2–0 | 2–0 | 3–2 | 3–1 | 1–0 | 0–1 |
| Coritiba      | 4–1 | 0–2 | 1–0 | 4–0 | 0–0 | 2–3 | 2–0 | 0–0 | —   | 1–0 | 1–0 | 1–2 | 0–1 | 1–0 | 1–1 | 0–0 | 1–2 | 0–3 | 2–2 | 0–1 |
| Cruzeiro      | 2–0 | 1–3 | 1–0 | 2–2 | 1–0 | 0–0 | 0–2 | 1–1 | 2–0 | —   | 1–1 | 3–1 | 3–3 | 3–1 | 2–1 | 1–1 | 1–0 | 2–0 | 0–1 | 0–0 |
| Flamengo      | 2–0 | 1–1 | 2–0 | 1–1 | 4–1 | 0–0 | 5–1 | 3–0 | 2–1 | 2–0 | —   | 1–1 | 0–1 | 2–2 | 2–0 | 1–2 | 2–0 | 2–0 | 0–0 | 0–2 |
| Fluminense    | 3–1 | 2–1 | 1–1 | 1–0 | 1–1 | 0–1 | 3–3 | 0–1 | 2–2 | 1–1 | 2–2 | —   | 0–2 | 0–1 | 2–0 | 3–2 | 3–1 | 1–2 | 0–1 | 2–1 |
| Grêmio        | 1–1 | 2–0 | 0–0 | 0–2 | 1–0 | 2–0 | 0–1 | 0–1 | 2–0 | 0–1 | 3–1 | 1–0 | —   | 1–3 | 3–1 | 1–1 | 1–0 | 5–0 | 2–0 | 1–1 |
| Palmeiras     | 1–0 | 0–0 | 0–1 | 2–0 | 2–2 | 2–0 | 0–2 | 0–2 | 1–0 | 2–2 | 2–0 | 3–1 | 1–0 | —   | 2–0 | 0–1 | 4–2 | 5–1 | 4–0 | 4–2 |
| Ponte Preta   | 1–3 | 1–2 | 2–1 | 1–2 | 0–3 | 2–1 | 3–2 | 1–0 | 4–0 | 1–0 | 1–0 | 0–0 | 0–1 | 1–2 | —   | 1–1 | 1–0 | 4–0 | 0–0 | 2–3 |
| Santos        | 1–0 | 3–1 | 1–0 | 1–1 | 3–0 | 1–0 | 1–0 | 2–0 | 1–0 | 0–1 | 3–2 | 0–0 | 1–0 | 1–0 | 0–0 | —   | 3–2 | 0–1 | 1–2 | 2–2 |
| São Paulo     | 2–2 | 1–2 | 2–1 | 2–0 | 1–1 | 0–0 | 2–2 | 1–1 | 1–2 | 3–2 | 2–0 | 1–1 | 1–1 | 2–0 | 2–2 | 2–1 | —   | 1–0 | 1–0 | 2–0 |
| Sport         | 4–0 | 1–1 | 1–0 | 0–1 | 1–0 | 1–2 | 3–0 | 1–0 | 3–4 | 1–1 | 2–0 | 2–2 | 4–3 | 0–2 | 0–0 | 1–1 | 0–0 | —   | 1–1 | 1–3 |
| Vasco da Gama | 1–0 | 1–1 | 0–1 | 1–0 | 2–1 | 1–0 | 1–1 | 2–5 | 1–1 | 0–3 | 0–1 | 3–2 | 1–0 | 1–1 | 2–1 | 0–0 | 1–1 | 2–1 | —   | 1–1 |
| Vitória       | 1–1 | 2–0 | 2–3 | 0–1 | 0–0 | 2–2 | 1–2 | 0–1 | 0–1 | 1–1 | 1–2 | 2–2 | 1–3 | 3–1 | 3–1 | 0–2 | 1–2 | 1–2 | 1–4 | —   |

| Vitória do mandante Vitória do visitante Empate | Em negrito os jogos "clássicos". |

## Desempenho por rodada
Clubes que lideraram o campeonato ao final de cada rodada:
| Rodadas | Rodadas | Rodadas | Rodadas | Rodadas | Rodadas | Rodadas | Rodadas | Rodadas | Rodadas | Rodadas | Rodadas | Rodadas | Rodadas | Rodadas | Rodadas | Rodadas | Rodadas | Rodadas | Rodadas | Rodadas | Rodadas | Rodadas | Rodadas | Rodadas | Rodadas | Rodadas | Rodadas | Rodadas | Rodadas | Rodadas | Rodadas | Rodadas | Rodadas | Rodadas | Rodadas | Rodadas | Rodadas |
| ------- | ------- | ------- | ------- | ------- | ------- | ------- | ------- | ------- | ------- | ------- | ------- | ------- | ------- | ------- | ------- | ------- | ------- | ------- | ------- | ------- | ------- | ------- | ------- | ------- | ------- | ------- | ------- | ------- | ------- | ------- | ------- | ------- | ------- | ------- | ------- | ------- | ------- |
| 1       | 2       | 3       | 4       | 5       | 6       | 7       | 8       | 9       | 10      | 11      | 12      | 13      | 14      | 15      | 16      | 17      | 18      | 19      | 20      | 21      | 22      | 23      | 24      | 25      | 26      | 27      | 28      | 29      | 30      | 31      | 32      | 33      | 34      | 35      | 36      | 37      | 38      |
| BAH     | GRE     | CHA     | CHA     | COR     | COR     | COR     | COR     | COR     | COR     | COR     | COR     | COR     | COR     | COR     | COR     | COR     | COR     | COR     | COR     | COR     | COR     | COR     | COR     | COR     | COR     | COR     | COR     | COR     | COR     | COR     | COR     | COR     | COR     | COR     | COR     | COR     | COR     |

Clubes que ficaram na última posição do campeonato ao final de cada rodada:
| Rodadas | Rodadas | Rodadas | Rodadas | Rodadas | Rodadas | Rodadas | Rodadas | Rodadas | Rodadas | Rodadas | Rodadas | Rodadas | Rodadas | Rodadas | Rodadas | Rodadas | Rodadas | Rodadas | Rodadas | Rodadas | Rodadas | Rodadas | Rodadas | Rodadas | Rodadas | Rodadas | Rodadas | Rodadas | Rodadas | Rodadas | Rodadas | Rodadas | Rodadas | Rodadas | Rodadas | Rodadas | Rodadas |
| ------- | ------- | ------- | ------- | ------- | ------- | ------- | ------- | ------- | ------- | ------- | ------- | ------- | ------- | ------- | ------- | ------- | ------- | ------- | ------- | ------- | ------- | ------- | ------- | ------- | ------- | ------- | ------- | ------- | ------- | ------- | ------- | ------- | ------- | ------- | ------- | ------- | ------- |
| 1       | 2       | 3       | 4       | 5       | 6       | 7       | 8       | 9       | 10      | 11      | 12      | 13      | 14      | 15      | 16      | 17      | 18      | 19      | 20      | 21      | 22      | 23      | 24      | 25      | 26      | 27      | 28      | 29      | 30      | 31      | 32      | 33      | 34      | 35      | 36      | 37      | 38      |
| VAS     | ATG     | ATG     | ATG     | VIT     | ATP     | ATP     | AVA     | AVA     | ATG     | ATG     | ATG     | ATG     | ATG     | ATG     | ATG     | ATG     | ATG     | ATG     | ATG     | ATG     | ATG     | ATG     | ATG     | ATG     | ATG     | ATG     | ATG     | ATG     | ATG     | ATG     | ATG     | ATG     | ATG     | ATG     | ATG     | ATG     | ATG     |

## Estatísticas
| Gols | Jogador          | Time             |
| ---- | ---------------- | ---------------- |
| 18   | Henrique Dourado | Fluminense       |
| 18   | Jô               | Corinthians      |
| 16   | André            | Sport            |
| 13   | Lucca            | Ponte Preta      |
| 12   | Edigar Junio     | Bahia            |
| 12   | Fred             | Atlético Mineiro |
| 11   | Diego Souza      | Sport            |
| 11   | Thiago Neves     | Cruzeiro         |

| Total | Jogador         | Time             |
| ----- | --------------- | ---------------- |
| 12    | Gustavo Scarpa  | Fluminense       |
| 11    | Bruno Henrique  | Santos           |
| 9     | Rodrigo Pimpão  | Botafogo         |
| 8     | Agustín Allione | Bahia            |
| 8     | Juan Cazares    | Atlético Mineiro |
| 8     | Reinaldo        | Chapecoense      |
| 8     | Thiago Carleto  | Coritiba         |
| 7     | Christian Cueva | São Paulo        |
| 7     | Éverton         | Flamengo         |
| 7     | Thiago Neves    | Cruzeiro         |

### Hat-tricks
| Jogador         | Clube    | Adversário  | Placar  | Data        | Ref.   |
| --------------- | -------- | ----------- | ------- | ----------- | ------ |
| André           | Sport    | Grêmio      | 4–3 (C) | 28 de maio  | [ 31 ] |
| Everton         | Grêmio   | Chapecoense | 6–3 (F) | 8 de junho  | [ 32 ] |
| Paolo Guerrero  | Flamengo | Chapecoense | 5–1 (C) | 22 de junho | [ 33 ] |
| Jonathan Copete | Santos   | São Paulo   | 3–2 (C) | 9 de julho  | [ 34 ] |
| Bruno Henrique  | Santos   | Bahia       | 3–0 (C) | 23 de julho | [ 35 ] |

(C) Em casa
(F) Fora de casa

### Maiores públicos
Estes são os dez maiores públicos do Campeonato:
| N.º | Público | Mandante         | Placar | Visitante        | Estádio           | Data           | Rodada | Ref.   |
| --- | ------- | ---------------- | ------ | ---------------- | ----------------- | -------------- | ------ | ------ |
| 1   | 61 142  | São Paulo        | 1–1    | Corinthians      | Morumbi           | 24 de setembro | 25ª    | [ 36 ] |
| 2   | 60 485  | São Paulo        | 1–1    | Bahia            | Morumbi           | 3 de dezembro  | 38ª    | [ 37 ] |
| 3   | 56 052  | São Paulo        | 3–2    | Cruzeiro         | Morumbi           | 13 de agosto   | 20ª    | [ 38 ] |
| 4   | 53 635  | São Paulo        | 1–2    | Coritiba         | Morumbi           | 3 de agosto    | 18ª    | [ 39 ] |
| 5   | 51 511  | São Paulo        | 1–1    | Grêmio           | Morumbi           | 24 de julho    | 16ª    | [ 40 ] |
| 6   | 50 116  | Grêmio           | 0–1    | Corinthians      | Arena do Grêmio   | 25 de junho    | 10ª    | [ 41 ] |
| 7   | 46 090  | Corinthians      | 3–2    | Palmeiras        | Arena Corinthians | 5 de novembro  | 32ª    | [ 42 ] |
| 8   | 46 030  | Corinthians      | 2–2    | Atlético Mineiro | Arena Corinthians | 26 de novembro | 37ª    | [ 43 ] |
| 9   | 45 775  | Corinthians      | 3–1    | Fluminense       | Arena Corinthians | 15 de novembro | 35ª    | [ 44 ] |
| 10  | 45 203  | Atlético Mineiro | 0–2    | Corinthians      | Mineirão          | 2 de agosto    | 18ª    | [ 45 ] |

### Menores públicos
Estes são os dez menores públicos do Campeonato:
| N.º | Público | Mandante            | Placar | Visitante   | Estádio          | Data           | Rodada | Ref.   |
| --- | ------- | ------------------- | ------ | ----------- | ---------------- | -------------- | ------ | ------ |
| 1   | 338     | Atlético Goianiense | 2–0    | Sport       | Olímpico         | 12 de novembro | 34ª    | [ 46 ] |
| 2   | 1 035   | Atlético Goianiense | 1–0    | Coritiba    | Olímpico         | 12 de agosto   | 20ª    | [ 47 ] |
| 3   | 1 243   | Atlético Goianiense | 1–1    | Chapecoense | Olímpico         | 19 de novembro | 36ª    | [ 48 ] |
| 4   | 1 661   | Atlético Goianiense | 3–1    | Avaí        | Olímpico         | 14 de junho    | 7ª     | [ 49 ] |
| 5   | 1 738   | Atlético Goianiense | 1–2    | Vitória     | Olímpico         | 8 de julho     | 12ª    | [ 50 ] |
| 6   | 1 818   | Atlético Goianiense | 3–0    | Ponte Preta | Olímpico         | 8 de junho     | 5ª     | [ 51 ] |
| 7   | 1 844   | Atlético Goianiense | 1–1    | Fluminense  | Olímpico         | 3 de dezembro  | 38ª    | [ 52 ] |
| 8   | 2 676   | Sport               | 4–3    | Grêmio      | Ilha do Retiro   | 28 de maio     | 3ª     | [ 53 ] |
| 9   | 2 830   | Ponte Preta         | 4–0    | Sport       | Moisés Lucarelli | 14 de maio     | 1ª     | [ 54 ] |
| 10  | 2 846   | Atlético Goianiense | 1–1    | Bahia       | Olímpico         | 11 de setembro | 23ª    | [ 55 ] |

### Médias de público
Estas são as médias de público dos clubes no Campeonato. Considera-se apenas os jogos da equipe como mandante e o público pagante:
| Pos.  | Time                | Média  | Total     | Mandos | Maior  | Menor  |
| ----- | ------------------- | ------ | --------- | ------ | ------ | ------ |
| 1     | Corinthians         | 40 007 | 760 142   | 19     | 46 090 | 30 465 |
| 2     | São Paulo           | 35 228 | 669 328   | 19     | 61 142 | 12 427 |
| 3     | Palmeiras           | 29 660 | 563 532   | 19     | 39 091 | 17 778 |
| 4     | Bahia               | 21 541 | 409 284   | 19     | 35 437 | 8 127  |
| 5     | Grêmio              | 19 728 | 374 840   | 19     | 50 116 | 6 783  |
| 6     | Vasco da Gama       | 15 031 | 240 501   | 16     | 27 424 | 4 306  |
| 7     | Cruzeiro            | 14 522 | 275 911   | 19     | 39 699 | 6 444  |
| 8     | Flamengo            | 14 491 | 275 323   | 19     | 42 575 | 5 910  |
| 9     | Fluminense          | 14 432 | 274 202   | 19     | 33 112 | 4 757  |
| 10    | Coritiba            | 14 348 | 272 617   | 19     | 32 739 | 6 470  |
| 11    | Atlético Paranaense | 13 732 | 260 911   | 19     | 19 923 | 5 864  |
| 12    | Atlético Mineiro    | 13 153 | 249 904   | 19     | 45 203 | 6 624  |
| 13    | Sport               | 12 349 | 234 633   | 19     | 37 430 | 2 676  |
| 14    | Santos              | 11 585 | 220 116   | 19     | 32 524 | 4 206  |
| 15    | Vitória             | 10 911 | 207 318   | 19     | 29 008 | 5 247  |
| 16    | Botafogo            | 10 194 | 193 679   | 19     | 20 396 | 4 669  |
| 17    | Chapecoense         | 9 609  | 182 564   | 19     | 15 084 | 2 871  |
| 18    | Avaí                | 7 568  | 143 793   | 19     | 13 066 | 4 412  |
| 19    | Ponte Preta         | 6 084  | 115 593   | 19     | 12 664 | 2 830  |
| 20    | Atlético Goianiense | 5 047  | 95 885    | 19     | 15 439 | 338    |
| Total | Total               | 15 968 | 6 020 076 | 377    | 61 142 | 338    |

## Mudança de técnicos
| Clube         | Antecessor           | Motivo                        | Data           | Última partida              | Rod  | Pos  | Sucessor                      | Ref.            |
| ------------- | -------------------- | ----------------------------- | -------------- | --------------------------- | ---- | ---- | ----------------------------- | --------------- |
| Atlético-PR   | Paulo Autuori        | Remanejado                    | 23 de maio     | Atlético-PR 0–2 Grêmio      | 2ª   | 19º  | Eduardo Baptista              | [ 57 ]          |
| Sport         | Ney Franco           | Demitido                      | 25 de maio     | Bahia 1–0 Sport             | 2ª   | 18º  | Vanderlei Luxemburgo          | [ 59 ] [ 60 ]   |
| Bahia         | Guto Ferreira        | Contratado pelo Internacional | 30 de maio     | Botafogo 1–0 Bahia          | 3ª   | 13º  | Jorginho                      | [ 61 ] [ 62 ]   |
| Vitória       | Dejan Petković       | Remanejado                    | 3 de junho     | Fluminense 2–1 Vitória      | 4ª   | 17º  | Alexandre Gallo               | [ 63 ]          |
| Santos        | Dorival Júnior       | Demitido                      | 4 de junho     | Corinthians 2–0 Santos      | 4ª   | 16º  | Levir Culpi                   | [ 66 ] [ 67 ]   |
| Atlético-GO   | Marcelo Cabo         | Resignado                     | 5 de junho     | Bahia 3–0 Atlético-GO       | 4ª   | 20º  | Doriva                        | [ 70 ] [ 71 ]   |
| São Paulo     | Rogério Ceni         | Demitido                      | 3 de julho     | Flamengo 2–0 São Paulo      | 11ª  | 17º  | Dorival Júnior                | [ 73 ] [ 74 ]   |
| Chapecoense   | Vagner Mancini       | Demitido                      | 4 de julho     | Fluminense 3–3 Chapecoense  | 11ª  | 15º  | Vinícius Eutrópio             | [ 75 ] [ 76 ]   |
| Atlético-PR   | Eduardo Baptista     | Demitido                      | 10 de julho    | Chapecoense 1–1 Atlético-PR | 12ª  | 14º  | Fabiano Soares                | [ 79 ] [ 80 ]   |
| Coritiba      | Pachequinho          | Demitido                      | 19 de julho    | Ponte Preta 4–0 Coritiba    | 15ª  | 13º  | Marcelo Oliveira              | [ 82 ] [ 83 ]   |
| Atlético-MG   | Roger Machado        | Demitido                      | 20 de julho    | Atlético-MG 0–2 Bahia       | 15ª  | 11º  | Rogério Micale                | [ 85 ] [ 86 ]   |
| Vitória       | Alexandre Gallo      | Demitido                      | 21 de julho    | Vitória 1–3 Grêmio          | 15ª  | 19º  | Vagner Mancini                | [ 88 ] [ 89 ]   |
| Atlético-GO   | Doriva               | Demitido                      | 21 de julho    | Sport 4–0 Atlético-GO       | 15ª  | 20º  | João Paulo Sanches (interino) | [ 90 ]          |
| Bahia         | Jorginho             | Demitido                      | 31 de julho    | Bahia 1–3 Sport             | 17ª  | 14º  | Preto Casagrande              | [ 92 ] [ 91 ]   |
| Flamengo      | Zé Ricardo           | Demitido                      | 6 de agosto    | Flamengo 0–2 Vitória        | 19ª  | 5º   | Reinaldo Rueda                | [ 94 ] [ 95 ]   |
| Vasco da Gama | Milton Mendes        | Demitido                      | 21 de agosto   | Bahia 3–0 Vasco da Gama     | 21ª  | 16º  | Zé Ricardo                    | [ 97 ] [ 98 ]   |
| Chapecoense   | Vinícius Eutrópio    | Demitido                      | 11 de setembro | Chapecoense 1–2 Cruzeiro    | 23.ª | 18.º | Gilson Kleina                 | [ 101 ] [ 102 ] |
| Ponte Preta   | Gilson Kleina        | Demitido                      | 16 de setembro | Ponte Preta 1–3 Atlético-GO | 24ª  | 13º  | Eduardo Baptista              | [ 103 ] [ 104 ] |
| Atlético-MG   | Rogério Micale       | Demitido                      | 24 de setembro | Atlético-MG 1–3 Vitória     | 25ª  | 11º  | Oswaldo de Oliveira           | [ 105 ] [ 106 ] |
| Bahia         | Preto Casagrande     | Demitido                      | 3 de outubro   | Bahia 1–1 Coritiba          | 26ª  | 13º  | Paulo César Carpegiani        | [ 107 ] [ 108 ] |
| Palmeiras     | Cuca                 | Demitido                      | 13 de outubro  | Palmeiras 2–2 Bahia         | 27ª  | 5º   | Alberto Valentim (interino)   | [ 109 ] [ 110 ] |
| Sport         | Vanderlei Luxemburgo | Demitido                      | 27 de outubro  | Sport 0–2 Junior            | 30ª  | 15º  | Daniel Paulista               | [ 111 ] [ 112 ] |
| Santos        | Levir Culpi          | Demitido                      | 28 de outubro  | São Paulo 2–1 Santos        | 31ª  | 3º   | Elano                         | [ 113 ]         |

## Premiação
| Campeonato Brasileiro 2017 Série A                  |
| São Paulo                                           |
| --------------------------------------------------- |
| Sport Club Corinthians Paulista Campeão (7º título) |

| Pos. | Jogador          | Clube       |
| ---- | ---------------- | ----------- |
| G    | Vanderlei        | Santos      |
| LD   | Fagner           | Corinthians |
| Z    | Fabián Balbuena  | Corinthians |
| Z    | Geromel          | Grêmio      |
| LE   | Guilherme Arana  | Corinthians |
| V    | Arthur           | Grêmio      |
| V    | Bruno Silva      | Botafogo    |
| M    | Thiago Neves     | Cruzeiro    |
| M    | Hernanes         | São Paulo   |
| A    | Jô               | Corinthians |
| A    | Henrique Dourado | Fluminense  |
| T    | Fábio Carille    | Corinthians |

| Pos. | Jogador         | Clube       |
| ---- | --------------- | ----------- |
| G    | Vanderlei       | Santos      |
| LD   | Fagner          | Corinthians |
| Z    | Geromel         | Grêmio      |
| Z    | Fabián Balbuena | Corinthians |
| LE   | Carleto         | Coritiba    |
| V    | Michel          | Grêmio      |
| SV   | Hernanes        | São Paulo   |
| M    | Thiago Neves    | Cruzeiro    |
| A    | Dudu            | Palmeiras   |
| A    | Luan            | Grêmio      |
| CA   | Jô              | Corinthians |
| T    | Fábio Carille   | Corinthians |